# Alla älvens timmer
Alla älvens timmer är en roman som Otto Karl-Oskarsson skrev för Bonniers folkbibliotek. Boken utkom 1949. Huvudpersonerna, bröderna Ernst och Jotta Bohm samt Jottas fru Siti delar ett småbruk som kallas Åbacken. Handlingen kretsar kring spänningarna mellan de tre.